# غراهام كلارك (موسيقي)
غراهام كلارك (بالإنجليزية: Graham Clark)‏ هو مغني أوبرا وموسيقي بريطاني، ولد في 10 نوفمبر 1941 في لانكشر في المملكة المتحدة.

## وصلات خارجية
- غراهام كلارك على موقع IMDb (الإنجليزية)
- غراهام كلارك على موقع ميوزك برينز (الإنجليزية)
- غراهام كلارك على موقع أول ميوزيك (الإنجليزية)
- غراهام كلارك على موقع ديسكوغز (الإنجليزية)
- غراهام كلارك على موقع قاعدة بيانات الفيلم (الإنجليزية)